# محوطه ارباغ
محوطه ارباغ مربوط به دوران‌های تاریخی پس از اسلام است و در شهرستان طالقان، روستای سوهان واقع شده و این اثر در تاریخ ۱۲ بهمن ۱۳۸۱ با شمارهٔ ثبت ۷۰۶۰ به‌عنوان یکی از آثار ملی ایران به ثبت رسیده است.